# Pyridinole
Die Pyridinole (synonym: Hydroxypyridine) sind eine Gruppe chemischer Verbindungen. Es handelt sich um stellungsisomere hyroxylsubstitutierte Pyridine; sie zählen folglich zu den Stickstoff-Heterocyclen.
Das Tautomerie-Gleichgewicht zwischen 2- bzw. 4-Pyridinol liegt auf der Seite der zugehörigen Pyridin-Ketone (Pyridone, Pyridinone), die systematischen Namen der entsprechenden Derivate enthalten -pyridon- als Namensbestandteil.

## Vertreter
| Gefahrensymbol |

| Gefahrensymbol |

| Gefahrensymbol |

## Vorkommen
Es sind eine Reihe von Naturstoffen mit Pyridinol-Teilstruktur bekannt:
- 2-Pyridinol-Teilstrukturen wurden in verschiedenen Chinolizidin-Alkaloiden nachgewiesen, beispielsweise in Anagyrin oder Baptifolin, daneben in Lycopodium-Alkaloiden wie Huperzin A und B; in Camptothecin, einem Zytostatikum, sowie in Mappicin und in Pilzfarbstoffen wie Tenellin.
- 3-Pyridinol ist ein Strukturelement der Pyridoxine und damit von Vitamin  B6.
- 4-Pyridinol bildet die Grundstruktur von Mimopudin, findet sich im Milchhydrolyseprodukt Pyridosin oder der nichtproteinogenen Aminosäure Mimosin.

## Synthese
Die Pyridinole sind durch Diazotierung der Aminopyridine und nachfolgender Verkochung zugänglich. 2-Pyridinol kann auch ausgehend von Pyridin-N-oxid durch Reaktion mit Säureanhydriden und nachfolgender Hydrolyse erhalten werden.
2- und 4-Pyridinol sind auch durch Umsetzung der entsprechenden Pyrone mit Ammoniak zugänglich.

## Eigenschaften

### Tautomerie
2- und 4-Pyridinol stehen jeweils im tautomeren Gleichgewicht mit dem entsprechenden Pyridin-Keton, dem 2- bzw. 4-Pyridon. Das Gleichgewicht liegt bei beiden auf der Seite der Keto-Verbindung. 2-Pyridinol kann dabei als Lactimform des Lactams 2-Pyridon aufgefasst werden, es handelt sich um eine Lactam-Lactim-Tautomerie.
Vom 3-Pyridinol ist dagegen keine Pyridin-Keton-Form bekannt, stattdessen reagiert die Hydroxygruppe phenolisch, d. h., es ist eine Pyridiniumphenolat-Grenzstruktur formulierbar.

### Reaktivität
2- und 4-Pyridinole können durch Phosphorpentachlorid in die entsprechenden Halogenpyridine überführt werden. Elektrophile Substitutionsreaktionen laufen leicht ab, da die Hydroxygruppe Eigenschaften als Elektronendonor aufweist. Bevorzugt werden dabei analog zum Phenol die zur OH-Gruppe ortho- und para-ständigen Substitutionsprodukte gebildet. Alkylierungen mit Alkylhalogeniden führen bei 2- und 4-Pyridinolen zu Mischungen aus O- und N-alkylierten Produkten, beim 3-Pyridinol dagegen selektiv zum O-alkylierten Produkt.

## Verwendung
2-Pyridinol dient als Synthesezwischenstufe für Amphenidon. 3-Pyridinol wird zur Synthese der Cholinesteraseinhibitoren Pyridostigminbromid und Distigminbromid verwendet. 4-Pyridinol ist ein Vorprodukt des Röntgenkontrastmittels Propyliodon. Hydrierung führt zum 4-Piperidinol, das zur Synthese von Pericyazin dient.